# Патриотичен акт
Патриотичният акт (на английски: USA PATRIOT Act; пълно название Uniting and Strengthening America by Providing Appropriate Tools Required to Intercept and Obstruct Terrorism Act of 2001) е федерален закон на САЩ, приет през октомври 2001 г., чиято официална цел е да „възпира и наказва американските терористи в САЩ и по света, да улесни разследванията според закона и други“.
Приет след Атентатите от 11 септември 2001 г. законопроектът е утвърден от Камарата на представителите на Конгреса на САЩ с 357 срещу 66 гласа. Сенатът на САЩ приема законопроекта с 98 гласа срещу един против. На 26 октомври Джордж Уокър Буш подписва закона с пълното име „Закон от 2001 г., сплотяващ и укрепващ Америка чрез предоставяне на надеждни инструменти, необходими за борбата с тероризма и неговото въздържане“. Действието на Закона е удължавано няколко пъти, като следващата процедура е запланирана за 2012 г.
Законът често е подлаган на критики с идеята, че дава изключителни възможности на правителството на САЩ за противоконституционно упражняване на власт над гражданите, били те терористи или не, тъй като разширява правомощията на ФБР да извършва електронен шпионаж в нарушение на четвъртата поправка към конституцията. Други считат, че той връща страната към ерата на маккартизма, като просто заменя „комунизъм“ с „тероризъм“. Счита се, че не може този закон да е бил изготвен в отговор на събитията от 11 септември поради краткия срок за неговото официално изготвяне.
Един от видните критици на закона е влиятелният американски политик и два пъти кандидат за президент на САЩ Рон Пол.